# Heterodactylus lundii
Heterodactylus lundii là một loài thằn lằn trong họ Gymnophthalmidae. Loài này được Reinhardt & Lütken mô tả khoa học đầu tiên năm 1862.